# 齋藤道三
齋藤道三（日语：／ Saitō Dōsan，約1494年—1556年5月28日），日本戰國時期美濃國大名。幼名峰丸，曾为京都妙觉寺的僧侣，法号法莲坊，还俗后名为松波庄五郎（庄九郎），后成为卖油商人，改名为山崎屋庄五郎（庄九郎）。成为武士時先后侍奉長井長弘及土岐赖艺，改名为西村（勘九郎）正利。长井长弘被谋杀后，继承长井氏而改名为长井（新九郎）规秀。1538年继承绝嗣的斋藤氏，改名为斋藤（新九郎）利政。1542年、1552年斋藤道三两次流放土岐赖艺，夺取美浓一国。1554年，将家督让于长子斋藤义龙，剃发隐居称道三。但斋藤道三与斋藤义龙父子关系恶劣，双方于1556年在长良川开战，齋藤道三在女婿织田信长的援軍尚未抵達前便戰死。
斋藤道三绰号美浓的蝮蛇，为人残忍无情。《信长公记》记载斋藤道三对犯有小罪的人处以车裂之刑，烹杀犯人时命其亲人亲自点火。他的發跡與失落是日本戰國時期下剋上精神的完全體現，小說家司馬遼太郎的《国盗物语》就是以斋藤道三的生平为蓝本而创作。

## 生平

### 早年
明應三年（1494年），斋藤道三出生于山城国乙训郡西冈，其父为松波基宗，是负责天皇皇宫的护卫的北面武士。道三幼名峰丸，从小长相美貌而且聪明伶俐。由于爆发应仁之乱而使松波基宗失去俸禄，道三于11岁被迫在京都妙觉寺出家，法名法莲坊。后还俗称松波庄五郎（庄九郎），又娶卖油商人奈良屋又兵卫的女儿，改名为山崎屋庄五郎（庄九郎）。据记载斋藤道三卖油手法纯熟，能将油通过一文钱的方孔注入容器中不使用漏斗而使油不洒出。长井长弘的家臣矢野五左卫门买油时惊异于道三娴熟的技巧，向他指出虽然他卖油的技术纯熟，但终究是商人的技能，如果能将这种技能注入到武艺上，那他就会成为出色的武士。道三于是弃商从武，熟练的掌握了枪的使用。
斋藤道三的师弟南阳坊是鹫林山常在寺的住持，亦是土岐氏重臣長井利隆的弟弟，经南阳坊的推荐，道三出仕于长井长弘。在长井长弘的推荐下，大永三年（1523年），斋藤道三出仕美浓守护土岐赖藝。长井氏家老西村正元去世后，道三便继承西村氏，改名为西村（勘九郎）正利。大永五年（1525年），斋藤道三得到轻海西城作为居城。

### 发迹
当时的美浓国陷入长期战乱，前美浓守护土岐政房的嫡子土岐賴武是家督继承人，得到了守护代斋藤利良的支持，但土岐政房晚年宠爱次子土岐赖艺，他也得到了小守护代长井利隆的支持。土岐政房死后，兩兄弟因为家督之位展开混战。第一次冲突发生于永正十四年（1517年），土岐赖武取得胜利，战败的土岐赖艺被驱逐至尾张国。次年，联络了斋藤彥四郎作为内应的土岐赖艺将土岐赖武驱逐至越前国，但土岐赖武是朝仓贞景的女婿，永正十六年（1519年），得到贞景之子朝仓孝景支持的赖武重新返回美浓。经过一段时间的稳定，直到大永五年（1525年），双方再次开战，长井长弘和斋藤道三夺取了美浓守护所福光馆和新任守护代斋藤利茂的居城稻叶山城。战争持续到大永七年（1527年），土岐赖艺接受斋藤道三的建议，派兵奇袭赖武的革手城，赖武战败。享祿三年（1530年），在美浓难以立足的土岐赖武再次流亡至越前国，土岐赖艺正式成为美浓守护，长井长弘成为守护代并掌握实权。享祿五年（1532年），斋藤道三娶明智光継之女小见之方为正室。而在1530年或1533年，长井长弘突然被刺客暗杀，事件的主谋就是斋藤道三。随后他以同门重臣的身份继承长井氏，改名为长井（新九郎）规秀，成为稻叶山城城主。
战败的土岐赖武与其子土岐赖纯不甘心失败，伺机准备反攻。天文四年（1535年），土岐赖艺与得到朝仓氏、六角氏援助的土岐赖武、赖纯父子发生大规模冲突，战火遍及了美浓国全境。
天文七年（1538年），原守护代斋藤利良病死，无子嗣位，土岐赖艺命道三入继，改名为斋藤（新九郎）利政，成为新守护代。次年，道三对稻叶山城进行了大规模的扩建。

### 争议
1960年代在編纂《岐阜縣史》的過程中發現了《六角承禎條書》，此書是近江国守護六角義賢写給家臣平井氏和蒲生氏的文書，其中记载了部分斋藤氏的事迹：
1. 齋藤治部（義龍）的祖父新左衛門尉是京都妙覺寺的僧侶。
2. 新左衛門尉姓西村，來到美濃仕於長井彌二郎（长井长弘）。
3. 新左衛門尉逐漸發跡，遂以長井為姓。
4. 義龍之父左近大夫（道三）的時代，殺害惣領、奪取諸職，以齋藤為姓。
5. 道三與義龍斷絕關係，義龍弒父。

自文書發現以來，過去被視為道三個人事蹟的窃国行为，極有可能是长井新左衛門尉和道三父子兩代所为。

### 竊國

齋藤氏家纹：二头波

土岐赖武死后，土岐赖纯于天文八年（1539年）与土岐赖艺达成和解。但在天文十一年（1542年），在斋藤道三的策划下，土岐赖纯的居城大桑城的两个支城祐向山城及别府城相继陷落，接着大桑城也落入土岐赖艺之手，土岐赖纯再次逃往越前国。土岐赖艺随后将居城从鷺山城迁往大桑城。
土岐赖艺一度视斋藤道三为心腹，甚至在大永六年（1526年）将爱妾深芳野赏赐给道三。但斋藤道三为了实现自己的窃国大业，于天文十年（1541年）毒杀赖艺之弟土岐赖滿，导致两人之间直接对抗。在逐渐肃清土岐赖艺的宗族后，天文十一年（1542年），斋藤道三出兵袭击土岐赖艺的居城大桑城，土岐赖艺与其次子土岐赖次被迫流亡至尾张投靠织田信秀，美浓落入斋藤道三之手。
斋藤道三的窃国行为震惊了周边大名，他本人被冠以“美浓的蝮蛇”的绰号。朝仓孝景和织田信秀则分别拥立土岐赖纯和土岐赖艺进攻美浓，土岐赖纯占据北方城，土岐赖艺占据革手城。斋藤道三一方面展开防御，一方面使用外交手腕。天文十五年（1546年），土岐赖纯与斋藤道三在六角定赖的调解下，双方以土岐赖艺隐居，土岐赖纯接任美浓守护并迎娶道三的女儿为条件达成和解。天文十六年（1547年），織田信秀和朝倉宗滴結盟對付齋藤道三，並且聯手攻陷大垣城，之後率軍包圍稻葉山城，但是慘遭到道三的反擊。在加纳口之战時，织田军慘遭大败，包括织田信秀的弟弟织田信康在内5000人战死。同年，土岐赖纯突然死亡，幕后黑手为斋藤道三，使朝仓孝景失去了扶植的对象。天文十七年（1548年），斋藤道三将女儿浓姬嫁给织田信秀的嫡子织田信长，双方停战结盟，使土岐赖艺失去了后盾。天文廿一年（1552年），土岐赖艺再次被斋藤道三流放，被迫流亡于各国，斋藤道三彻底完成了窃国大业。

### 盟友
天文十七年（1548年），道三希望与织田信秀的关系得到缓和，便策划与其联姻达成和睦。道三将女儿浓姬嫁给其嫡子织田信长，双方停战结盟。
天文廿二年（1553年），道三突然决定与甫繼承家督的信长于富田正德寺会面，并暗自计划设下鸿门宴，准备斩杀信长夺取尾张。道三命重臣率兵800在寺前列队，自己却躲在织田军必经之路的民宅中窥视信长。织田信长身穿一贯的奇装异服，梳着茶筅似的头发，半开着浴衣似的袖子，大小佩刀用稻草绳卷在腰间，腰上挂着许多小袋子与七八个葫芦，下身则穿着由半张虎皮与豹皮组合成的短裤裙，率领着700人的足轻、枪、弓和铁炮部队前来赴会。但在正式会面时，信长卻身著端庄的礼服出现在道三面前，令他大为吃惊。宴会过后道三亲自送行，并对家臣猪子兵助说将来自己的孩子必定会繫马於这个“傻瓜”的门前，成为他的属下。

### 身亡
天文廿三年（1554年），斋藤道三将家督和稻叶山城让给长子斋藤义龙后在常在寺剃发出家，号“道三”，自己隐居于鹭山城。义龙和道三之间关系险恶，传闻深芳野在土岐赖艺赐给道三之前已经怀有身孕，义龙一直怀疑自己是否为土岐氏一脉，正德寺会面后斋藤道三的话更加深了二人的矛盾。道三晚年偏爱次子孙四郎和三子喜平次，厌恶“愚蠢”的义龙。义龙遂决定先下手为强，发动兵变夺取家督。天文廿四年（1555年），义龙以病重为由派叔叔长井道利召弟弟孙四郎、喜平次到稻叶山城，趁二人酒醉时派日根野弘就将他们杀害。义龙又集结17,500人的大军，以土岐氏正嫡的名义向道三宣战，而道三则在城下町放火，渡过长良川后在大桑城集结2500人与义龙对峙。
双方对峙一年后，弘治二年（1556年），道三写下遗书，将美浓一国让与女婿信长，并要求信长出兵救援。5月28日，道三率兵与义龙决战于长良川，信长得讯后立即出兵营救。道三虽然击溃了义龙先锋竹腰道鎮的进攻，但由于双方兵力相差悬殊，道三方迅速溃败。道三被义龙方小牧源太砍伤小腿后讨取首级，而怒于被小牧源太抢走功劳的长井忠左卫门则将道三的鼻子削走。后义龙出家法名「饭贺」——取自唐朝的故事中弑父并砍下父亲首级的人物。
斋藤道三的墓所位于今岐阜县岐阜市常在寺，寺中藏有斋藤道三的画像，岐阜市还有道三冢。

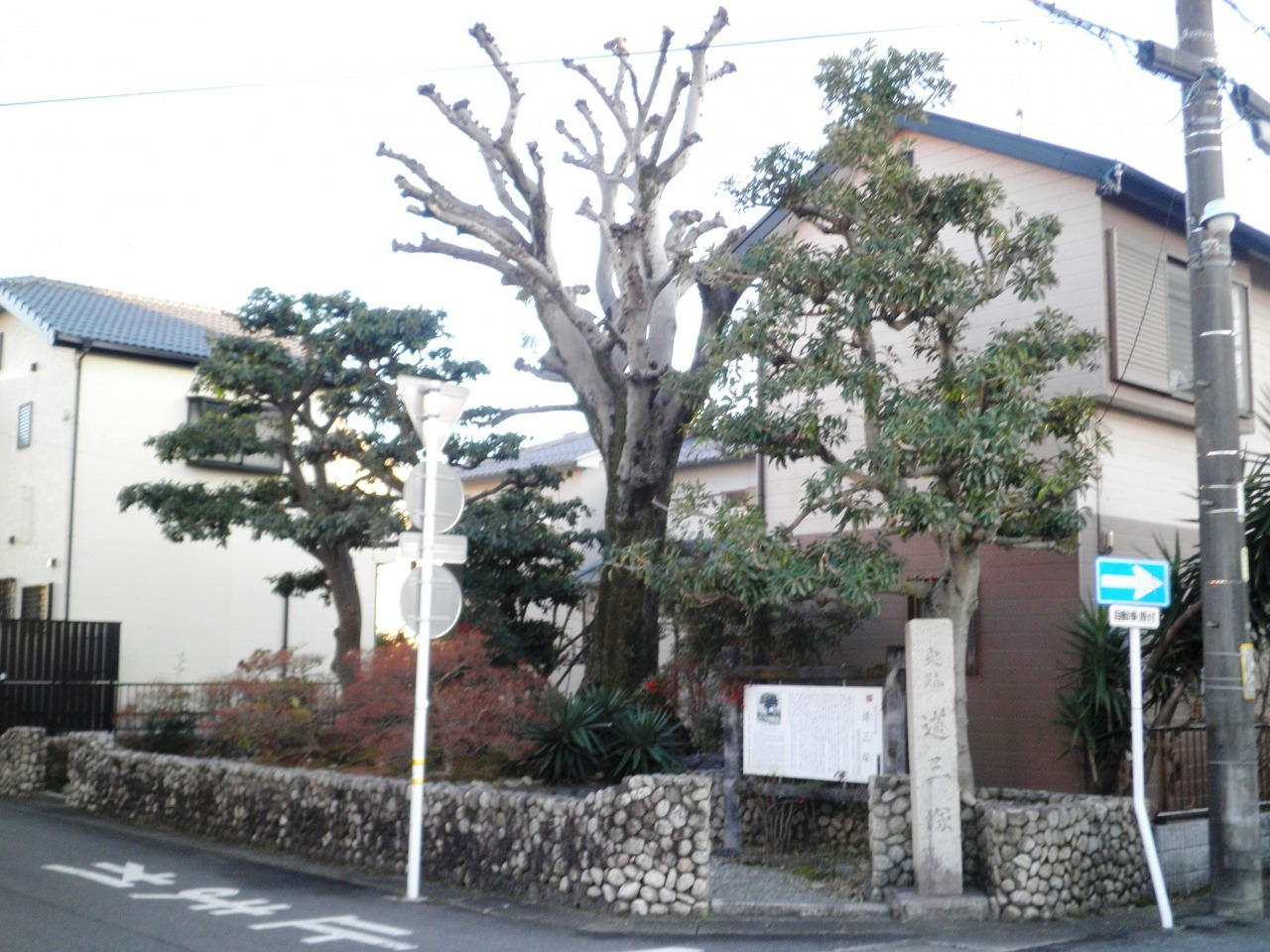
位于岐阜县岐阜市的道三冢

## 登場作品
小說
- 梟雄（筑摩書房、坂口安吾著）
- 戰國史記 齋藤道三（中央公論新社、中山義秀（日语：中山義秀）著）
- 國盜物語（新潮社、司馬遼太郎著）
- 簒奪者（學研、岩井三四二（日语：岩井三四二）著）
- 齋藤道三・兵之詭道（學研、岩井三四二著）
- 魔蟲傳（光文社、朝松健（日语：朝松健）著）
- 兩個道三（新潮社、宮本昌孝（日语：宮本昌孝）著）
- 齋藤道三－美濃戰國傳（FA出版、岸宏子（日语：岸宏子）著）
- 齋藤道三―信長敬畏的戰國梟雄（PHP研究所、高橋和島（日语：高橋和島）著）
- 宿曜師 齋藤道三（東京新聞出版局、勝見秀雄著）

影視作品
- 織田信長（日语：織田信長 (映画)）（1940年、日活、演：高木永二）
- 風雲兒 織田信長（日语：風雲児 織田信長）（1959年、東映、演：進藤英太郎）
- 德川家康（1964年、NET、演：山形勲）
- 太閤記（日语：太閤記 (NHK大河ドラマ)）（1965年、NHK大河劇、演：上田吉二郎）
- 天與地（1969年、NHK大河劇、演：中村翫右衛門（日语：中村翫右衛門 (3代目)））
- 青春太閤記（日语：青春太閤記 いまにみておれ!）（1970年、NTV、演：遠藤辰雄（日语：遠藤太津朗））
- 國盜物語（日语：国盗り物語 (NHK大河ドラマ)）（1973年、NHK大河劇、演：平幹二朗）
- 織田信長（日语：織田信長 (1989年のテレビドラマ)）（1989年、TBS、演：松方弘樹）
- 戰國亂世的暴君 齋藤道三 奪取天下的怒濤（日语：戦国乱世の暴れん坊 齋藤道三 怒涛の天下取り）（1991年、ANB、演：松平健）
- 信長KING OF ZIPANGU（1992年、NHK大河劇、演：芦田伸介）
- 織田信長（日语：織田信長 (1994年のテレビドラマ)）（1994年、TX、演：津川雅彥）
- 豐臣秀吉 獲取天下！（日语：豊臣秀吉 天下を獲る!）（1995年、TX、演：渡邊哲（日语：渡辺哲））
- 秀吉（1996年、NHK大河劇、演：金田龍之介）
- 織田信長 取得天下的傻瓜（日语：織田信長 天下を取ったバカ）（1998年、TBS、演：西田敏行）
- 國盜物語（日语：国盗り物語#新春ワイド時代劇版）（2005年、TX、演：北大路欣也）
- 戰國自衛隊1549（2005年、東寶、演：伊武雅刀）
- 太閤記 獲取天下的男人・秀吉（日语：太閤記〜天下を獲った男・秀吉）（2006年、EX、演：白井滋郎）
- 濃姬（日语：濃姫 (テレビドラマ)）（2013年、EX、演：里見浩太朗）
- 信長協奏曲（2014年、CX、演：西田敏行）
- 麒麟來了（2020年、NHK大河劇、演：本木雅弘）
- 桶狹間〜織田信長 霸王的誕生〜（日语：桶狭間 OKEHAZAMA〜織田信長〜）（2021年、CX、演：佐藤浩市）
- THE LEGEND & BUTTERFLY（2023年、東映、演：北大路欣也）

漫畫
- 猛烈黃金之國 道三（日语：猛き黄金の国 道三）（集英社、本宮宏志作）
- 陽氣蝮 亂世的梟雄 齋藤道三傳（講談社、梶原一騎作・小山春夫（日语：小山春夫）畫）
- 片目猿（日语：片目猿）（小學館、橫山光輝作）

遊戲
- 戰國蘭斯